# 2D2 5500
Les 2D2 5500 sont une série de locomotives électriques françaises construite pour la Compagnie du chemin de fer de Paris à Orléans (P.O.) sur une conception Brown Boveri. Livrées de 1933 à 1939, à la suite de deux prototypes de 1926, elles sont radiées au plus tard en 1980.

## Caractéristiques
- 4 essieux moteurs placés au centre entre les bogies de guidage
- suspension : amortisseurs à lames et ressorts hélicoïdaux
- un moteur hexapolaire par essieu, avec une puissance à l’arbre en régime unihoraire de 719,5 kW pour 560 A sous 1 500 V
- refroidissement de chaque moteur par un groupe de ventilation à 120 m3/min fonctionnant sous 1 350 V et 4 A.
- jeu latéral des essieux moteurs : 25 mm
- transmission bilatérale de type Buchli[1] avec démultiplication de 61 puis 63 dents à 141 sur la couronne d'entraînement de diamètre 1 410 mm).
- 2 bogies de guidage avec dispositif de rappel progressif par ressorts à volutes autorisant un débattement de 150 mm (effort de rappel env. 60 kN).
- vitesse portée de 130 à 140 km/h[1] par l'installation de boîtes à rouleaux sur les essieux porteurs.
- freinage : quatre sabots par roue motrice et un par roue porteuse.
- pantographes : 2 de type PO (avec disjoncteur N10 à 2 000 A)
- couplages possibles : en série, en série-parallèle ou en parallèle.
- contrôleur/manipulateur avec 48 contacteurs à cames à commande électro-pneumatique permettant de sélectionner une position parmi : la position zéro, 12 crans intermédiaires, un cran plein champ et 5 crans de shuntage.
- compresseurs d'air : 2 groupes à 7 bars et 1 205 L/min, situés sous les capots d'extrémité.
- batteries : 48 éléments (72 V 80 A·h) chargés par les groupes compresseurs et ventilateurs.

Les derniers exemplaires sont radiés en 1980.

## Sous-séries
- Prototypes : 2D2 5501 et 5502 « Nez de cochon » mais dites « Grand-Mère » (E 501 et 502 PO devenues 2D2 501 et 502 (SNCF)
- 1re série : 2D2 5503 à 5537 « Nez de cochon » (E 503 à 537 PO puis PO-Midi devenues 2D2 503 à 537 (SNCF) livrées de mai 1933 à juin 1934.
- 2e série : 2D2 5538 à 5545 « Femmes enceintes » (E 538 à 545 PO-Midi devenues 2D2 538 à 545 (SNCF) livrées de décembre 1937 à juillet 1938.
- 3e série : 2D2 5546 à 5550 « Waterman » (SNCF) livrées d'avril 1942 à octobre 1943 directement avec boites à rouleaux.

Les surnoms sont donnés en raison de l'aspect des faces avant des locomotives.

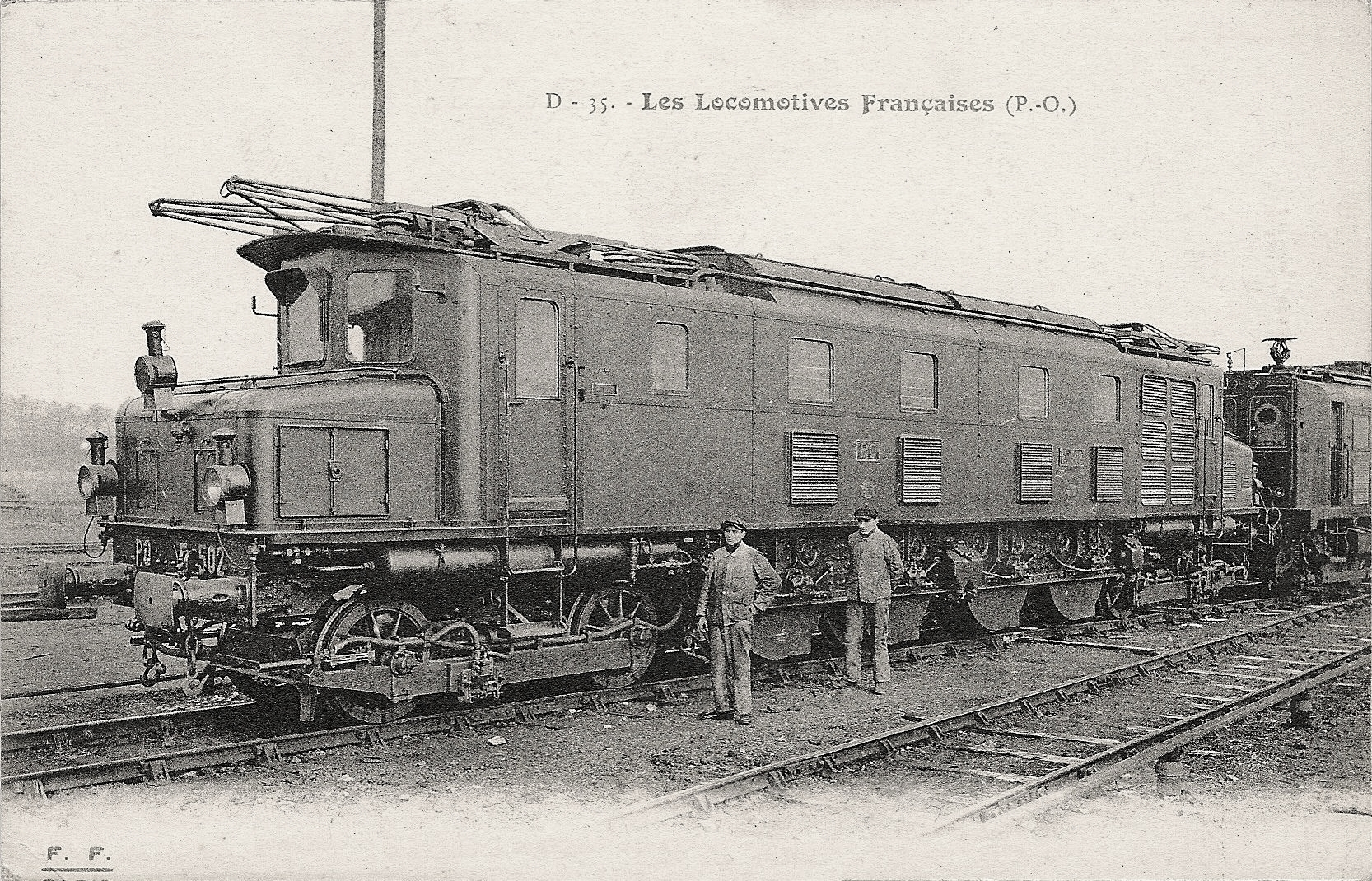
Le prototype E 502 équipée de frotteurs latéraux pour la prise de courant par 3e rail.
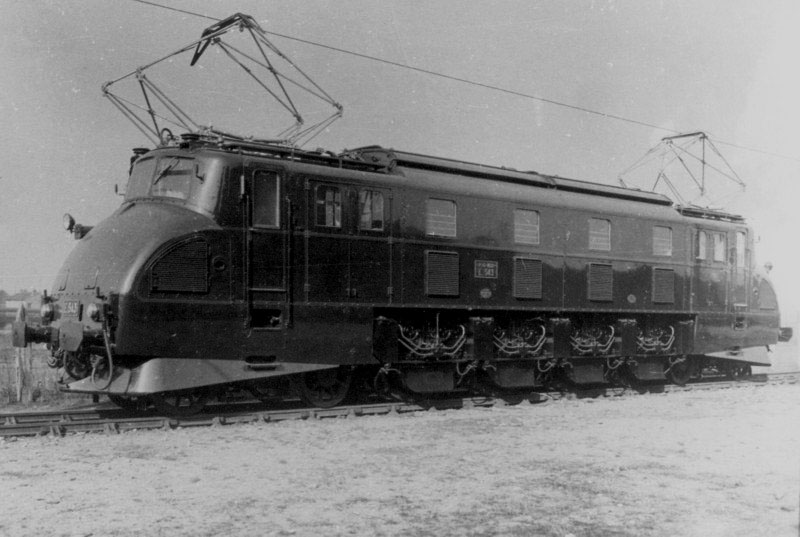
« Femme enceinte » PO-Midi E 543.
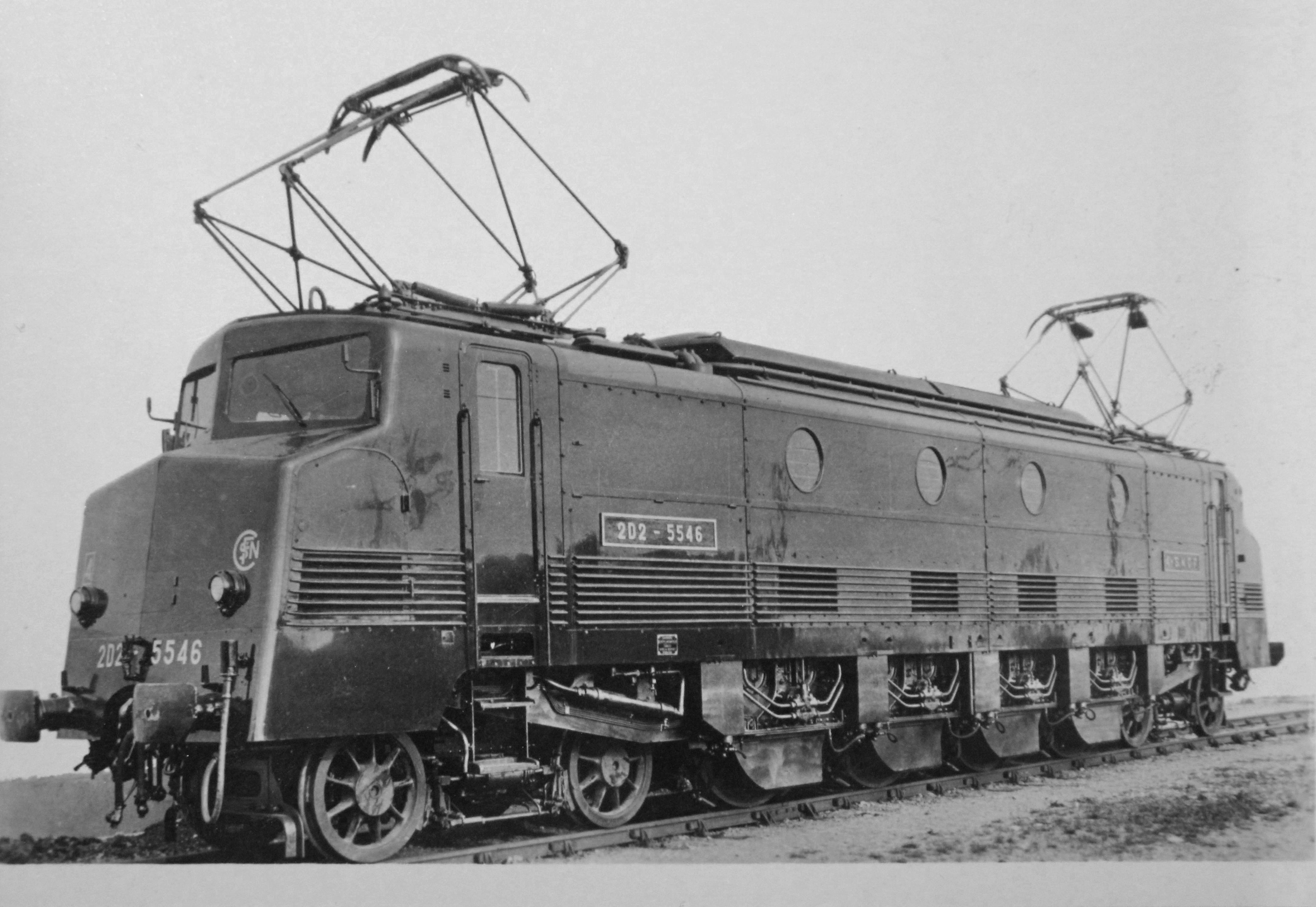
2D2 5546 « Waterman ».

## Conservation
Deux engins sont préservés :

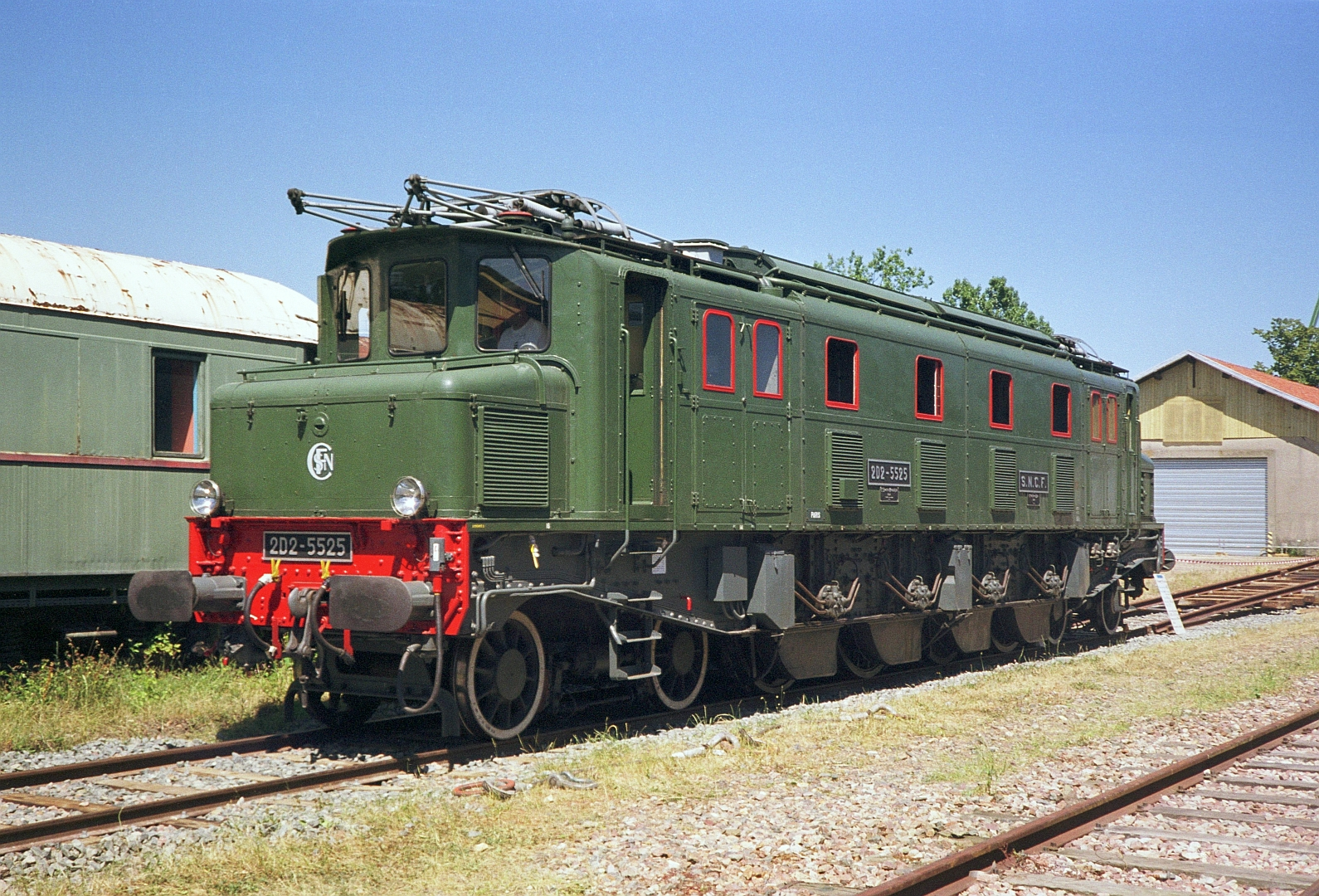
La 2D2 5525 préservée par l'association « E 525 ».

- La 2D2 5516 restaurée et préservée à la Cité du train à Mulhouse[1] ; livrée le 20 mai 1933 et radiée le 9 octobre 1978, elle a parcouru 7 820 519 km ;
- La 2D2 5525 appartenant et maintenue en état de marche par l'association « E 525 », composée de l'Association française des amis des chemins de fer, du COPEF, et la FACS. Elle a effectué le dernier voyage de ces 2D2 (remontée de matériel vide) le 31 décembre 1980.  Classé MH (1990)[3]

## Cinéma
L'une d'elles fut utilisée au cinéma dans le film Les Chinois à Paris.
La 2D2 5550 est en vedette dans un film de la Section centrale cinématographique de la SNCF en 1946 dans "Un film sur la locomotive électrique 2D2", disponible en ligne au Open archives de la SNCF .

## Modélisme
Cette locomotive a été reproduite en HO par les firmes suivantes (hors kit à monter) :
- 2D2 5503 à 5537 : Jouef (1970), France-Trains (1974), Fulgurex (1970), et Jouef (2009),
- 2D2 5538 à 5545 : RMA (1972[5]),
- 2D2 5546 à 5550 : RMA (1972), Jouef (2014 et 2015)
- 2D2 5504, 5516, 5525 : Jouef (2009)

La firme Jouef a reproduit depuis 2009 toutes les 2D2 5500. Les premières versions furent produites avec une motorisation souvent considérée comme d'une qualité peu satisfaisante, ce qui a entraîné une modification de la motorisation. Les 2D2 Waterman en ont profité et sont donc considérées comme une vraie réussite. Le dernier modèle sorti est la 2D2 5547 (2015). Elle respecte les particularités de la machine réelle des années 1950. Une version sonorisée est également commercialisée.